# 北原モコットゥナㇱ
北原モコットゥナㇱ（きたはら もこっとぅなし、1976年 - ）は、日本の文化人類学者。アイヌ文化研究者。北原 次郎太（きたはら じろうた）名義での著作もある。アイヌ名のモコットゥナシは「すぐ寝る」という意味である。学術博士（千葉大学）。
アイヌの宗教文化と物質文化、とりわけイナウについての研究を専門とするほか、アイヌ語、口承文芸、芸能などの研究に携わる。

## 来歴
東京都杉並区高円寺生まれの埼玉県上尾市育ち。祖母は樺太アイヌ（来知志出身。1945年のソ連侵攻により北海道へ移住）で、母は関東ウタリ会の設立（1980年）に関わっていた。自身がアイヌであることを知ったのは4歳の時で、13歳の頃に祖母のアイヌ名を知ったことなどをきっかけにアイヌ文化や樺太に関心を持つようになり、やがてアイヌの宗教文化への関心を深めるようになった。
1998年北海学園大学人文学部卒業（藤村久和ゼミ所属）。27歳の時に、アイヌ名を北海道大学のアイヌ語学者佐藤知己から名付けられる。2005年千葉大学大学院社会文化科学研究科博士課程修了（指導教授:荻原眞子）。2005年よりアイヌ民族博物館で学芸員として働き、2010年より北海道大学アイヌ・先住民研究センター准教授。同大学院文学院兼任講師・同文学部兼任講師。
2023年より北海道大学アイヌ・先住民研究センター教授。

## 著書
- 『ニューエクスプレス・スペシャル 日本語の隣人たちⅡ』（中川裕 監修、小野智香子 編、共著）白水社、2013年、ISBN 978-4-560-08616-2
  - 『ニューエクスプレス・スペシャル　日本語の隣人たちⅠ＋Ⅱ［合本］』、2021年、ISBN 978-4-560-08923-1
- 『アイヌの祭具イナウの研究』（北原次郎太 著）北海道大学出版会、2014年、ISBN 978-4-8329-6790-8
- 『別冊太陽 アイヌの世界を旅する』（北原次郎太 監修）平凡社、2014年、ISBN 978-4-582-94567-6
- 『アイヌ : もっと知りたい!くらしや歴史』（北原モコットゥナシ, 蓑島栄紀 監修）岩崎書店、2018年、ISBN 978-4-265-08631-3
- 『犬からみた人類史』（大石高典, 近藤祉秋, 池田光穂 編、共著）勉誠出版、2019年、ISBN 978-4-585-23070-0
- 『アイヌの真実』（北原モコットゥナシ, 谷本晃久 監修）、ベストセラーズ、2020年、ISBN 978-4-584-12609-7
- 『アイヌ民族27の昔話 ミンタラ1』（北原モコットゥナシ 編著）北海道新聞社、2021年、ISBN 978-4-86721-040-6
- 『アイヌ文化史辞典』（関根達人, 菊池勇夫, 手塚薫, 北原モコットゥナシ 編）吉川弘文館、2022年、ISBN 978-4-642-01480-9
- 『アイヌ民族21の人物伝 ミンタラ2』（北原モコットゥナシ 編著）北海道新聞社、2022年、ISBN 978-4-86721-071-0
- 『アイヌもやもや : 見えない化されている「わたしたち」と、そこにふれてはいけない気がしてしまう「わたしたち」の。』（北原モコットゥナシ 編著）303BOOKS、2023年、ISBN 978-4-909926-29-6
- 『最新アイヌ学がわかる』（佐々木史郎, 北原モコットゥナシ 監修・執筆）エイアンドエフ、2024年、ISBN 978-4-909355-48-5
- 『アイヌ民族33のニュース ミンタラ3』（北原モコットゥナシ, 瀧口夕美 編著）北海道新聞社、2024年、ISBN 978-4-86721-147-2